# Локпорт (місто, Нью-Йорк)
Локпорт (англ. Lockport) — місто (англ. city) в США, в окрузі Ніагара штату Нью-Йорк. Населення — 20 876 осіб (2020).

## Географія
Локпорт розташований за координатами 43°10′10″ пн. ш. 78°41′45″ зх. д. / 43.16944° пн. ш. 78.69583° зх. д. (43.169446, -78.695833).  За даними Бюро перепису населення США в 2010 році місто мало площу 21,87 км², з яких 21,76 км² — суходіл та 0,12 км² — водойми.

## Демографія
Згідно з переписом 2010 року, у місті мешкало 21 165 осіб у 9153 домогосподарствах у складі 5172 родин. Густота населення становила 968 осіб/км².  Було 10092 помешкання (461/км²).
Расовий склад населення:
| - 87,5 % — білих - 7,2 % — чорних або афроамериканців - 0,5 % — корінних американців - 0,5 % — азіатів |

До двох чи більше рас належало 3,5 %. Частка іспаномовних становила 3,2 % від усіх жителів.
За віковим діапазоном населення розподілялося таким чином: 22,7 % — особи молодші 18 років, 63,0 % — особи у віці 18—64 років, 14,3 % — особи у віці 65 років та старші. Медіана віку мешканця становила 38,1 року. На 100 осіб жіночої статі у місті припадало 91,3 чоловіків;  на 100 жінок у віці від 18 років та старших — 88,0 чоловіків також старших 18 років.
Середній дохід на одне домашнє господарство  становив 56 191 долар США (медіана — 41 298), а середній дохід на одну сім'ю — 69 801 долар (медіана — 57 059). Медіана доходів становила 40 775 доларів для чоловіків та 36 106 доларів для жінок. За межею бідності перебувало 16,2 % осіб, у тому числі 23,5 % дітей у віці до 18 років та 12,6 % осіб у віці 65 років та старших.
Цивільне працевлаштоване населення становило 9496 осіб. Основні галузі зайнятості: освіта, охорона здоров'я та соціальна допомога — 23,4 %, виробництво — 16,6 %, науковці, спеціалісти, менеджери — 11,2 %, роздрібна торгівля — 10,4 %.